# Nguyễn Thị Trinh
Nguyễn Thị Trinh (1853? - 1873), còn gọi Bà chúa Kho thành Nam, Bà chúa Cột cờ, là một nữ tướng thời Nguyễn trong lịch sử Việt Nam.

## Sự tích
Nguyễn Thị Trinh là con gái của quan Vệ úy Nguyễn Kế Hưng, giữ trọng trách trông coi kho lương, về sau cả vũ khí của Thành Nam.
Tháng 11 năm 1873, quân Pháp do Francis Garnier chỉ huy đánh chiếm Hà Nội, sau đó mở rộng chiến cuộc ra Hưng Yên, Phủ Lý, Ninh Bình. Đầu tháng 12, quân Pháp chia quân hai đường tấn công thành Nam Định. Nguyễn Kế Hưng được lệnh đem quân trấn giữ Kỳ đài, giao cho con gái Nguyễn Thị Trinh canh giữ kho quân lương.
Lúc quân Pháp tấn công Kỳ đài, Nguyễn Thị Trinh biết tin, liền dẫn quân đến trợ chiến. Khi đến nơi thì Nguyễn Kế Hưng đã tử thương, bà cùng với các binh lính còn lại tiếp tục chống cự đến cùng, và tử trận khi mới ngoài 20 tuổi.
Ngày 11 tháng 12 năm 1873, ngày Thành Nam thất thủ, người dân tìm thấy thi thể bà, đem chôn cất tại phía đông Kỳ đài cùng các tướng sĩ.
Ngày 15 tháng 3 năm 1874, sau khi Pháp rút quân, vua Tự Đức đã phong tặng bà là Giám thương công chúa (Công chúa coi kho), cho lập đền thờ bà ngay dưới chân Kỳ đài.
Năm 1891, vua Thành Thái gia phong thêm mỹ tự Tiết liệt anh phong.

## Thờ phụng
Sau khi mất, nữ tướng Nguyễn Thị Trinh được dân chúng tôn thờ làm Bà chúa Kho, Bà chúa Cột cờ, Bà chúa Bản cảnh, Thành hoàng đương cảnh.
Đền thờ Bà chúa Cột cờ tại dưới chân Kỳ đài nhiều lần bị người Pháp phá hoại. Do đó, người dân khi xây lại đền phải đổi tên đền thành Đền Bạch Hoa, tôn bà làm Bạch Hoa công chúa để che mắt chính quyền Pháp. Năm 1962, đền là một bộ phận thuộc Cột cờ Nam Định được công nhận là di tích lịch sử - văn hóa cấp Quốc gia. Ngày 11 tháng 6 năm 1972, khu vực cột cờ bị sập toàn bộ do trúng bom của máy bay Mỹ. Năm 1997, Cột cờ được phụ dựng trở về nguyên trạng, bao gồm đền.
Ngoài ngôi đền thờ dưới chân Cột Cờ, Nguyễn Thị Trinh còn được thờ ở đền Nguyên Thương (phố Hàng Sắt, phường Nguyễn Du, tp. Nam Định), đền Bồng Lai (đường Trần Hưng Đạo, phường Bà Triệu).

## Vinh danh
Nguyễn Thị Trinh được đặt tên cho một con đường ở thành phố Nam Định, nằm trong Khu tái định cư Đông Đông Mạc. Phố Nguyễn Thị Trinh dài 359 mét, nối phố Đông Mạc đến phố Trần Thánh Tông.